# RAB25
RAB25 (англ. RAB25, member RAS oncogene family) – білок, який кодується однойменним геном, розташованим у людей на короткому плечі 1-ї хромосоми.  Довжина поліпептидного ланцюга білка становить 213 амінокислот, а молекулярна маса — 23 496.
| 10         |  | 20         |  | 30         |  | 40         |  | 50         |
| ---------- |  | ---------- |  | ---------- |  | ---------- |  | ---------- |
| MGNGTEEDYN |  | FVFKVVLIGE |  | SGVGKTNLLS |  | RFTRNEFSHD |  | SRTTIGVEFS |
| TRTVMLGTAA |  | VKAQIWDTAG |  | LERYRAITSA |  | YYRGAVGALL |  | VFDLTKHQTY |
| AVVERWLKEL |  | YDHAEATIVV |  | MLVGNKSDLS |  | QAREVPTEEA |  | RMFAENNGLL |
| FLETSALDST |  | NVELAFETVL |  | KEIFAKVSKQ |  | RQNSIRTNAI |  | TLGSAQAGQE |
| PGPGEKRACC |  | ISL        |  |            |  |            |  |            |

A: Аланін

C: Цистеїн

D: Аспарагінова кислота

E: Глутамінова кислота

F: Фенілаланін

G: Гліцин

H: Гістидин

I: Ізолейцин

K: Лізин

L: Лейцин

M: Метіонін

N: Аспарагін

P: Пролін

Q: Глутамін

R: Аргінін

S: Серин

T: Треонін

V: Валін

W: Триптофан

Задіяний у таких біологічних процесах як транспорт, транспорт білків. 
Білок має сайт для зв'язування з нуклеотидами, ГТФ. 
Локалізований у клітинній мембрані, мембрані, клітинних відростках, цитоплазматичних везикулах.